# Aliona Bàieva
Aliona Mikhàilovna Bàieva (rus: Алёна Михайловна Баева) és una violinista russa.

## Biografia
Aliona Bàieva va néixer a la ciutat d'Oix (Kirguizstan, URSS) en el si d'una família de músics. Després d'haver descobert un record excel·lent i la capacitat de reproduir amb precisió les melodies que havia escoltat una sola vegada, Aliona va entrar a l'escola de música. Prokofiev a Alma-Ata (Kazakhstan) als cinc anys a la classe de la professora Olga Nikolaevna Danilova (violí).
El 1994 la va destacar el destacat professor rus Eduard Davidovich Grach i el 1995, a invitació seva, es va traslladar amb la seva família a Moscou, on va estudiar a l'Escola Central de Música del "Conservatori. Piotr Ilitx Txaikovski" fins a la seva graduació el 2002. Als 12 anys, Aliona Bàieva va guanyar el Concurs Internacional de Violí Juvenil a Kloster-Schontal, als 14 anys: el Concurs Internacional de Violí Tadeusz Vronsky de Varsòvia (sent al mateix temps el seu participant més jove) i, el 2001, estudiant del 10è grau, es va convertir en la guanyadora (primer premi, medalla d'or i 9 premis especials) del prestigiós V. Henryk Wieniawski a Poznan (Polònia). El 2004 es va convertir en la guanyadora del Segon Concurs Internacional de Paganini de Moscou, que li va donar el dret de tocar durant un any el violí Stradivari pertanyent a Henryk Wieniawski i, el 2007, el Concurs Internacional de Sendai (Japó), on va ser guardonat el violinista. el primer premi i premi del públic.
El 2007 es va graduar al Conservatori de Moscou a la classe d'Eduard Grach. També va estudiar sota la direcció de Shlomo Mints en classes magistrals a Israel "Keshet Eilon" del 2001 al 2006, que van tenir una gran influència en el desenvolupament del músic; allà també va estudiar amb una de les violinistes més grans del segle xx, Ida Haendel, va comunicar i escoltar les lliçons d'Ivry Gitlis (violí), Itamar Golan (piano) i d'altres músics destacats.
El 2003, a invitació de Mstislav Leopoldovich Rostropovich i amb el suport de la Fundació Rostropovich, va realitzar unes pràctiques a París (lliçons amb el professor Boris Mikhailovich Garlitsky), que van influir molt en l'amor i el compromís de la violinista amb els valors europeus.
El 2006 va tocar la "Mozart Concert Symphony" amb Iuri Baixmet per primera vegada, després de la qual es van tocar molts concerts conjunts amb el Maestro, des de música de cambra fins al doble concert de Britten.
Des de 1995 ha participat en festivals internacionals de música a Tours (França) i molts altres - "Stars of the White Nights", "Crazy Days in Nantes"...Des del 2006 participa al festival internacional anual de música Crescendo. També ha gravat un CD de música de cambra amb el seu compatriota, el pianista Vadym Kholodenko.
Aliona Bàieva es va incorporar a l'Orquestra Filharmònica de Moscou com a solista mentre continuava els seus estudis al Conservatori Txaikovski de Moscou. També actua amb l'Orquestra Nacional Russa i interpreta el seu propi repertori en llocs d'arreu del món.

## Discografia
- 2005 : Aliona Bàieva i l'Orquestra Nacional de Rússia dirigida per Paavo Berglund, enregistrat a l'estudi VGTRK
- 2007 : Béla Bartók i Piotr Ilitch Tchaïkovski, concerts per a violí, Aliona Bàieva, Fontec
- 2008 : Karol Szymanowski, concerts per violí, Aliona Bàieva i l'Opole Philharmonic Symphony Orchestra, dirigida per Bogusław Dawidow, Dux
- 2009 : Sonates de François Poulenc, Claude Debussy i Sergueï Prokofiev, Aliona Bàieva, Sendai Cultual Foundation
- 2013 : Erlköenig de Franz Schubert, Yuri Bashmet, Sony Music Entertainment Germany GmbH
- 2015 : Shostakovich - Completes Symphonies & Conceros, Dmitri Shostakovich amb Aliona Bàieva, Mario Brunello, Gautier Capuçon, Veronika Dzhioeva, Timur Martynov, Denis Matsuev, Mikhail Petrenko, Vadim Repine, Daniil Trifonov, sota la direcció de Valeri Guerguiev, enregistrat à la sala Pleyel, Paris, Arthaus Musik, Naxos Deutschland GmbH
- 2017 : Baczewicz - Szostakowicz, Aliona Bàieva i la Polish Baltic Philharmonic dirigida per Massimiliano Caldi, PFB Live

## Honors
- primer i Premi "Hope", segon concurs obert per a joves violinistes a Novosibirsk
- 1995: Guanyador del Concurs Internacional de Violí de Novosibirsk
- 2000: Primer Premi, Concurs Internacional de Violí Solista T. Wronski
- 2001: Primer Premi i nou Premis Especials, XII Concurs Internacional de Violí Henryk-Wieniawski, Poznań, Polònia
- 2004: Gran Premi, segon Concurs de violí Paganini, Moscou, Rússia
- 2005: Guanyador del Concurs Reina Elisabeth, Brussel·les, Bèlgica10
- 2007: Medalla d'Or i Premi del Públic, Concurs Internacional de Música de Sendai, Japó